# Villotte-Saint-Seine
Villotte-Saint-Seine is een gemeente in het Franse departement Côte-d'Or (regio Bourgogne-Franche-Comté) en telt 63 inwoners (2009). De plaats maakt deel uit van het arrondissement Dijon.

## Geografie
De oppervlakte van Villotte-Saint-Seine bedraagt 7,1 km², de bevolkingsdichtheid is dus 8,9 inwoners per km².
De onderstaande kaart toont de ligging van Villotte-Saint-Seine met de belangrijkste infrastructuur en aangrenzende gemeenten.

## Demografie
Onderstaande figuur toont het verloop van het inwonertal (bron: INSEE-tellingen).